# Ejigbo
Ejigbo est une ville et une zone de gouvernement local dans l'État d'Osun au Nigéria,. C'est en même temps un royaume traditionnel en pays Yoruba.

## Géographie
Ejigbo se trouve au sud-ouest du Nigéria, à une quarantaine de kilomètres au nord-ouest d'Osogbo, capitale de l'État d'Osun et à 95 km au nord-est d'Ibadan.

## Francophonie
Ejigbo a une particularité au Nigéria. C'est la seule ville dans laquelle le français est plus utilisé (après le yoruba, principale langue autochtone dans cette région) dans la vie quotidienne et pour les échanges commerciaux ordinaires que l'anglais, langue officielle, qui reste d'usage dominant dans l'administration. Cela s'explique par le fait que la population d'Ejingbo a une longue tradition, depuis plus d'un siècle, de migrations dans les deux sens avec les États francophones voisins à l'ouest, principalement la Côte d'Ivoire, le Togo et le Bénin. Les personnes originaires de la ville qui ont une double nationalité (celle du Nigéria et celle d'un État francophone voisin) ne sont pas rares. Le français qui est pratiqué n'est pas le français standard mais le français de la rue des villes d'Afrique de l'Ouest,. Pour la même raison, les transactions courantes se font dans la ville aussi bien en franc CFA que dans la monnaie nigériane, le naira.